# Lijst van voetbalinterlands Guyana - Turks- en Caicoseilanden
Deze lijst van voetbalinterlands is een overzicht van alle officiële voetbalwedstrijden tussen de nationale teams van Guyana en de Turks-en Caicoseilanden. De landen speelden tot op heden een keer tegen elkaar. Dat was een kwalificatiewedstrijd voor de CONCACAF Nations League 2019/20 op 13 oktober 2018 in Providenciales.

## Wedstrijden
| № | Plaats         | Datum           | Competitie                                   | Wedstrijd                     | Uitslag |
| - | -------------- | --------------- | -------------------------------------------- | ----------------------------- | ------- |
| 1 | Providenciales | 13 oktober 2018 | CONCACAF Nations League 2019/20 kwalificatie | Turks- en Caicoseil. − Guyana | 0 − 8   |

## Samenvatting
| Competitie                           | Totaal gespeeld | Winst Guyana | Gelijk | Winst Turks- en Caicoseil. | Doelsaldo Guyana – Turks- en Caicoseil. |
| ------------------------------------ | --------------- | ------------ | ------ | -------------------------- | --------------------------------------- |
| CONCACAF Nations League-kwalificatie | 1               | 1            | 0      | 0                          | 8 − 0                                   |
| Totaal                               | 1               | 1            | 0      | 0                          | 8 − 0                                   |

Wedstrijden bepaald door strafschoppen worden, in lijn met de FIFA, als een gelijkspel gerekend.
GFF · A-internationals · Olympisch elftal · Guyaans vrouwenelftal
Amerikaanse Maagdeneilanden ·
Anguilla ·
Antigua en Barbuda ·
Aruba ·
Bahama's ·
Barbados ·
Belize ·
Bermuda ·
Bolivia ·
Cambodja ·
Costa Rica ·
Cuba ·
Dominica ·
Dominicaanse Republiek ·
El Salvador ·
Ethiopië · 
Grenada ·
Guatemala ·
Haïti ·
India ·
Indonesië ·
Jamaica ·
Kaaimaneilanden ·
Kaapverdië ·
Mexico ·
Montserrat ·
Nederlandse Antillen ·
Panama ·
Puerto Rico ·
Saint Kitts en Nevis ·
Saint Lucia ·
Saint Vincent en de Grenadines ·
Suriname ·
Trinidad en Tobago ·
Turks- en Caicoseilanden ·
Verenigde Staten
TCIFA · 
A-internationals · 
Vrouwenelftal van de Turks- en Caicoseilanden
1990 – 1999 · 
2000 – 2009 · 
2010 – 2019 ·
2020 − 2029
1999 · 
2000 · 
2001 · 
2002 · 
2003 · 
2004 · 
2005 · 
2006 · 
2007 · 
2008 · 
2009 · 
2010 · 
2011 · 
2014 ·
2018 ·
2019 ·
2020 ·
2021 ·
2022 ·
2023 ·
2024
Amerikaanse Maagdeneilanden ·
Anguilla ·
Aruba ·
Bahama's ·
Belize ·
Britse Maagdeneilanden ·
Cuba ·
Dominica ·
Dominicaanse Republiek ·
Guyana ·
Haïti ·
Kaaimaneilanden ·
Nicaragua ·
Saint Kitts en Nevis ·
Saint Lucia ·
Saint Vincent en de Grenadines